# Acid Reign (banda)
Acid Reign es una banda inglesa de thrash metal, originalmente activa desde 1985 hasta 1991. La banda se reinició en 2015 y solo quedaba H de la formación original. Junto con Onslaught, Sabbat y Xentrix, Acid Reign es considerado uno de los "cuatro grandes" del thrash metal británico. Hasta la fecha, han lanzado tres álbumes de estudio: The Fear (1989), Obnoxious (1990) y The Age of Entitlement (2019).

## Historia

### Carrera inicial (1985-1991)
Acid Reign fue formado por el baterista y teclista Mark Ramsey Wharton, el bajista Ian Gangwer (originalmente Peter Warriner), el cantante Howard "H" Smith y el futuro miembro de Cathedral, el guitarrista Gary "Gaz" Jennings. En 1987, la banda lanzó el demo de Moshkinstein . Sobre la base de esta grabación, fueron recogidos por el sello británico de thrash metal Under One Flag (una subsidiaria de Music for Nations ) en 1988, quien lanzó el EP Moshkinstein . Después de este lanzamiento, Jennings fue reemplazado por otro futuro miembro de Cathedral, Adam Lehan (anteriormente de Lord Crucifier), y la banda ganó espacios de apoyo para la apertura de actos como Flotsam and Jetsam y Death Angel . Acid Reign entabló amistad con sus compañeros de sello Nuclear Assault y Exodus, y realizó una gira por el Reino Unido y Europa como teloneros de las giras Survive y Fabulous Disaster .
La banda lanzó su álbum debut, The Fear, en 1989. En apoyo del álbum, Acid Reign realizó una gira con Nuclear Assault nuevamente en 1989 por Europa con Dark Angel y Candlemass, con el bajista Ian "Mac" MacDonald reemplazando a Gangwer. Su segundo álbum, Obnoxious, llegó en 1990 con malas críticas en general.

### Después de la división (1991-2014)
Acid Reign se separó en 1991 después de separarse de Music For Nations. Tocaron su último show en el London Marquee Club . En enero de 2014, H inició el único podcast de comedia/heavy metal del mundo llamado "Talking Bollocks" para el sitio web británico de metal All About the Rock . El 30 de noviembre de 2014, el líder de Acid Reign, H, le dijo a All About the Rock :

"I tried to put the old line up back together but Adam and Ramsey were unable to do it for differing reasons. That news came this time last year and it looked like that was that as Kev isn't able to commit to anything as he's constantly on the road, although he has an open invitation to join us when he's not, that's a given. Then, in the summer, I started toying with the idea of a new line up and it came together quite quickly. We're taking it slowly, learning the old stuff and playing with new ideas too. It's not a reformation it's a reboot. Even if it was the old line up it would be different, it's been 24 years! The main thing is that the goodwill toward Acid Reign has never been stronger, everywhere I go people are saying we should come back and eventually I actually fucking listened! We'll make an "official" announcement when we're ready and have plans but for now it is just have a merry Xmas and an Obnoxious New Year."

### Reiniciar (2015-presente)
El 5 de mayo de 2015, Acid Reign anunció en su página de Facebook que se habían reformado. El líder Howard "H" Smith, quien es el único miembro original de Acid Reign involucrado en el reinicio, comentó: "Finalmente, la alineación reiniciada está completa, tomó casi dos años, pero honestamente puedo decir que ha valido la pena la espera. Por lo general, estamos haciendo las cosas de manera diferente a todos los demás, ya que donde reformaron (y créanme que lo intentamos) ahora estamos reiniciando. Todos en la banda tienen Acid Reign en su ADN, algunos de los muchachos conocían a la banda en el pasado y otros no, pero todos están en la misma página y estamos ansiosos por salir y mostrarle al mundo cuánto. nos ha estado extrañando."  Dos meses después, Acid Reign lanzó su primera canción en 25 años, "Plan of the Damned", a través de plataformas de transmisión.
El 27 de septiembre de 2019, la banda lanzó su primer álbum de estudio de larga duración en 29 años, diseñado, producido y mezclado por Jayce Lewis en Northstone Studios, el tan esperado álbum titulado The Age of Entitlement fue lanzado a través de Dissonance Productions para la crítica mundial. y aclamación de los fans.
En mayo de 2021, Acid Reign confirmó en su página de Facebook que el bajista original Ian Gangwer había muerto. No se dio ninguna causa de muerte en ese momento. El 25 de marzo de 2022, la banda anunció a través de su página de Facebook que se habían separado del guitarrista Paul Chanter. Acid Reign está trabajando actualmente en nuevo material para su cuarto álbum de estudio de larga duración.

## Discografía

### Álbumes de estudio
- The Fear (1989) ( UK Indie No. 10)[14]
- Detestable (1990)
- La era de los derechos (2019)

### Otros lanzamientos
- Lo peor de Acid Reign (compilación, 1991)
- The Apple Core Archives (caja, 2014)

### EP
- Moshkinstein (1988)
- Humanoia (1989)

### Individual
- "Colgando del teléfono" (1989)
- "Plan de los condenados" (2015)
- "El hombre que se convirtió en sí mismo" (2017)

## Miembros de la banda

### Miembros actuales
- Howard "H" Smith - voz (1985-1991, 2014-presente)
- Cooky - guitarra (2015-presente)
- Matt Smith - guitarra (2022-presente)
- Pete Dee - bajo (2015-presente)
- Marc Jackson - batería (2014-presente)

### Miembros anteriores
- Mark Ramsey Wharton - batería, teclados (1985-1991)
- Garry Jennings - guitarra (1985-1988)
- Ian Gangwer - bajo (1985-1989) (m. 2021)
- Kevin "Kev" Papworth - guitarra (1987-1991)
- Adam Lehan - guitarra (1989-1990)
- Ian "Mac" MacDonald - bajo (1989-1991)
- Paul Chanter - guitarra (2015-2022)

Cronología